# Best E.P Selection of TOKIO
《Best E.P Selection of TOKIO》는 1996년 8월 26일 발매한 TOKIO의 첫 베스트 앨범.

## 설명
- TOKIO의 첫 베스트 앨범. 데뷔 2주년을 맞이해 3년째 돌입하는 9월을 앞두고 하나의 끝맺음으로서 발매하였다.
- 1994년 9월의 데뷔 이후, 2년간 발매한 싱글은 9장, 앨범 4장 (리믹스 앨범 포함), 그리고 2월에 발매한 싱글 가운데 13곡 선출해 수록. 싱글곡은, 데뷔곡 《LOVE YOU ONLY》를 시작으로 20만장 전후의 판매량을 기록한 싱글을 중심으로 수록하였다.
- 싱글 6곡은 수록하면서 새롭게 편곡하였지만, 일부 후렴구 변화 이에는 싱글이나 앨범 수록이라고 해서 큰 변화는 없다.
- 이번 음반에는 쿠도 테츠오, 츠시미 타카시, 시라이 요시아키 이 3명의 곡이 주로 수록되었다. 그렇지만, 이 음반 이후로 이들과의 음악 교류는 적었다.

## 수록곡
1. 風になって　-Studio Live Mix-
2. Ticket To Love　-Gimme Gimme Mix-
3. うわさのキッス　-Brighter Mix-
4. SokoナシLOVE　-New Sokonashi Mix-
5. サヨナラからとり戻せ
6. Magic Channel　-Special Mix-
7. 未来派センス
8. Zettai！
9. 時代をよろしく！
10. 明日の君を守りたい　～YAMATO 2520～
11. ハートを磨くっきゃない
12. LOVE YOU ONLY
13. ありがとう…勇気　Hyper Energy -Mix- (Bonus Track)